# 성우향
성우향(成又香 1935 ~ 2014)은 대한민국의 국악인으로 판소리 명인이다. 전남 화순군 화순읍에서 태어났으면 판소리 고수이자 정가 및 피리 명인 성차옥의 조카이다. 1988년 KBS 국악대상 대상을 수상했다. 2002년 중요무형문화재 판소리 춘향가 보유자로 지정되었다.
2014년, 노환으로 별세했다. 향년 79세. 100여점의 유품이 전남 남원시에 기증 되었다.

## 경력
- 중요무형문화재 판소리 보유자
- 국립국악원 단원
- 동일창극단 단원

## 수상
- 대한민국 옥관문화훈장
- KBS 국악대상 대상
- 전주대사습 놀이 장원 대통령상